# Hundsbach (Francja)
Hundsbach – miejscowość i gmina we Francji, w regionie Grand Est, w departamencie Górny Ren.
Według danych na rok 1990 gminę zamieszkiwało 211 osób, 52 os./km².